# Семполенски окръг
Семполенски окръг (на полски: Powiat sępoleński) е окръг в Северна Полша, Куявско-Поморско войводство. Заема площ от 791,09 км2. Административен център е град Семполно Крайенске.

## География
Окръгът обхваща територии от историческите области Крайна и Гданска Померания. Разположен е в северозападната част на войводството.

## Население
Населението на окръга възлиза на 41 683 души (2012 г.). Гъстотата е 53 души/км2.

## Административно деление
Административно окръгът е разделен на 4 общини.
Градско-селски общини:
- Община Венцборк
- Община Камен Крайненски
- Община Семполно Крайенске

Селска община:
- Община Сошно

## Фотогалерия
- Венцборк
- Камен Крайненски
- Семполно Крайенске